# Copa somali de futbol
La copa somalí de futbol és la màxima competició futbolística per eliminatòries de Somàlia. Fou creada l'any 1977.

## Historial
Font:
| Any       | Campió                                  | Resultat                | Finalista               |
| --------- | --------------------------------------- | ----------------------- | ----------------------- |
| 1972-1976 | desconegut                              | desconegut              | desconegut              |
| 1977      | Lavori Publici / Jeenyo LLPP            |                         |                         |
| 1978      | no es disputà                           | no es disputà           | no es disputà           |
| 1979      | Marine Club / Badda                     |                         |                         |
| 1980      | Lavori Publici / Jeenyo LLPP            |                         |                         |
| 1981      | N. Printing Agency / Madbacadda Qaranka |                         |                         |
| 1982      | Horseed FC                              |                         |                         |
| 1983      | Horseed FC                              |                         |                         |
| 1984      | Waxcol                                  |                         |                         |
| 1985      | FC Petroleum                            |                         |                         |
| 1986      | Marine Club / Badda                     |                         |                         |
| 1987      | Horseed FC                              |                         |                         |
| 1988-2001 | desconegut                              | desconegut              | desconegut              |
| 1989      | Mogadishu Municipality                  |                         |                         |
| 1990-2000 | desconegut                              | desconegut              | desconegut              |
| 2001      | Mogadishu Municipality                  |                         |                         |
| 2002      | Dekedaha FC                             |                         |                         |
| 2003      | Banaadir Telecom FC                     |                         |                         |
| 2004      | Dekedaha FC                             |                         |                         |
| 2005-2006 | desconegut                              | desconegut              | desconegut              |
| 2007      | SITT Daallo                             | 1-0                     | Dekedaha FC             |
| 2008-2009 | desconegut                              | desconegut              | desconegut              |
| 2010      | Feynuus FC                              | 0-0, 2-0                | Dekedaha FC             |
| 2011      | desconegut                              | desconegut              | desconegut              |
| 2012      | Banaadir SC                             | 3-1                     | Badbaado                |
| 2013      | desconegut                              | desconegut              | desconegut              |
| 2014      | LLPP Jeenyo                             | 4-2                     | Heegan FC               |
| 2015      | Horseed FC                              | 2-1                     | Heegan FC               |
| 2016      | Jeenyo United                           | 2-2 (pròrroga, 4-1 pen) | Banaadir SC             |
| 2017      | Elman FC                                | 1-0                     | Jamhuuriya Team Banooni |
| 2018      | Banaadir SC                             | 4-3                     | Horseed FC              |
| 2019      | Horseed FC                              | 3-2                     | Mogadishu City Club     |